# طائفة ملينة
طائفة ملينة كانت مملكة طوائف إسلامية أندلسية في العصور الوسطى كانت موجودة من حوالي 1080 إلى 1100. كانت الطائفة تحت حكم قبيلة عربية اسمها بني الخزرج. كان مركزها في منطقة ملينة الأراغونية [الإنجليزية]
 الحالية في شمال إسبانيا.

## قائمة الأمراء

### سلالة الغلبنيين
- (إلى بلنسية : 1075–؟)
- عزون : ؟ -1100

## طالع أيضًا
- قائمة السلالات الإسلامية السنية
- قلعة ملينة الأراغونية (قلعة أصلها أندلسي) [الإنجليزية]